# Claudine Barretto
Claudine Barretto (Manilla, 20 juli 1979) is een Filipijns actrice. Baretto acteerde sinds 1992 in tientallen films en tv-producties. Als filmactrice won ze diverse Filipijnse filmprijzen, waaronder de FAMAS Award voor beste actrice in 2005 en 2006.

## Carrière
Barretto werd in 1992 door talentenscout Couglas Quijano ontdekt op een feestje in het Coconut Palace, waar ze samen met haar oudere zus Gretchen Baretto aanwezig was. In hetzelfde jaar betekende haar eerste televisieoptreden in de musicalshow 'Ang TV' haar doorbraak. Kort achter elkaar speelde ze rollen in 'Home Along Da Riles' en 'Oki Doki Doc'.
In 1994 speelde Barretto de rol van Pops Fernandez in de film 'Lagalag : The Eddie Fernandez Story', met wijlen Rudy Fernandez in de rol van haar vader. In 1996 speelde ze samen met Lorna Tolentino in May Nagmamahal Sa'yo en met Sharon Cuneta in Madrasta.
Vanaf 1997 speelde Baretto voor het eerst hoofdrollen in tv-producties. Ze speelde onder andere de rijke erfgename Via in succesvolle soapserie 'Mula Sa Puso' van ABS-CBN. Het jaar erna sleepte ze met de rol van Mela in 'Dahil Mahal Na Mahal Kita' ook haar eerste grote filmrol in de wacht. In de film vechten .. en .. gespeeld door Diether Ocampo en Rico Yan voor haar liefde. In 1999 figureerde ze in precies dezelfde driehoekverhouding in de filmversie van 'Mula Sa Puso'. In hetzelfde jaar had ze een hoofdrol in 'Soltera' waarin ze met Maricel Soriano en opnieuw Ocampo voor een derde maal in korte tijd te zien was in een driehoeksverhouding op het witte doek.
Haar rol als de drieling Rosario, Rosenda en Rosemarie in een andere televisieserie van ABS-CBN, Saan Ka Man Naroroon, uit 1999 leverde haar een nominatie voor de Asian Television Awards voor beste actrice op.
In 2000 speelde ze de ondankbare dochter Carla van de in het buitenland werkende Josie (gespeeld door Vilma Santos) in de film 'Anak'. Anak was de Filipijnse inzending voor beste buitenlandse film bij de Academy Awards van dat jaar. Het jaar erop draaide met 'Oops! Teka Lang...Diskarte Ko 'To' haar eerste actiefilm en was ze op de televisie te zien in de rol van Angelina in de serie 'Sa Dulo ng Walang Hanggan'.
In 2003 maakte Barretto deel uit van de vaste bezetting van de wekelijkse serie 'Buttercup'. In 2004 speelde ze in de fantasy / magie serie 'Marina' en in 2005 in 'Ikaw ang Lahat sa Akin'.
In 2005 won Baretto voor haar rol in de film 'Nasaan Ka Man' de onderscheidingen voor beste actrice van FAMAS, PASADO en PMPC. Ook leverde deze rol haar een derde nominatie op voor een Gawad Urian. In hetzelfde jaar speelde ze de rol van Faye in de romantische film 'Dubai'. Deze rol leverde haar een Maria Clara Award voor beste actrice op. Een jaar later speelde ze samen met Kris Aquino de hoofdrol in haar eerste horrorfilm 'Sukob'. De film was de grootste kaskraker uit de Filipijnse filmgeschiedenis, maar de opbrengst van 201 miljoen peso werd in 2009 overtroffen door de film 'You Changed My Life' van Star Cinema.
In 2007 speelde Baretto de rol van Melanie die verliefd wordt op haar stiefbroer Noel (Piolo Pascual) in de televisieserie 'Walang Kapalit' van ABS-CBN. Na de geboorte van haar zoon speelde ze in 2008 een rol in de 20-delige televisieserie 'Maligno'. Dit werd gevolgd door een rol in de serie Iisa Pa Lamang met Angelica Panganiban, Diether Ocampo en Gabby Concepcion onder regie van Ruel Bayani. Ook had ze in 2009 een gastoptreden in 'May Bukas Pa.

## Privéleven
Baretto, die in het verleden relaties met acteurs Mark Anthony Fernandez en wijlen Rico Yan had, trouwde op 27 maart 2006 met acteur Raymart Santiago. Samen met hem kreeg ze een zoon en adopteerde ze een dochter.

## Prijzen als filmactrice
- 2005 - FAP Award voor beste actrice, Milan
- 2005 - FAMAS Award voor beste actrice, Milan
- 2006 - Star Award voor beste actrice, Nasaan ka man
- 2006 - Maria Clara Award voor beste actrice, Nasaan ka man
- 2006 - FAMAS Award voor beste actrice, Nasaan ka man

## Filmografie
| - Pulis Patola (1993) - Home Along Da Riles 1 (1993) - Muntik na Kitang Minahal (1994) - Eat All You Can (1994) - May Minamahal (1994) - Lagalag : The Eddie Fernandez Story (1994) - Oki Doki Doc (1995) - Radio Romance (1996) - Pare Ko (1996) - May Nagmamahal Sa'yo (1996) - Mangarap Ka (1996) - Madrasta (1996) - Home Along Da Riles 2 (1997) - Calvento Files (1997) - Flames (1997) - Dahil Mahal Na Mahal Kita (1998) - Soltera (1999) - Mula Sa Puso (1999) - Anak (2000) - Oops! Teka Lang...Diskarte Ko 'To (2001) - Got 2 Believe (2001) - Kailangan Kita (2002) - Milan (2004) - Nasaan Ka Man (2004) - Dubai (2005) - Sukob (2006) | - Ang TV (1992) - Home Along Da Riles (1992) - Oki Doki Doc (1993) - A.S.A.P, presentatrice (1995) - Gimik, gastoptredem (1996) - Mula Sa Puso (1997) - Saan Ka Man Naroroon (1999) - Sa Dulo Ng Walang Hanggan (2001) - Buttercup (2003) - Marina (2004) - Ikaw Ang Lahat Sa Akin (2005) - Star Magic Presents: Family Pictures (2006) - Walang Kapalit (2007) - Maligno (2008) - Iisa Pa Lamang (2008) - May Bukas Pa, gastoptreden (2009) - Moon River, televisieserie (2009) |